# Lieftinckia
Lieftinckia is een geslacht van libellen (Odonata) uit de familie van de Breedscheenjuffers (Platycnemididae). Douglas Eric Kimmins noemde het geslacht naar Maurits Lieftinck die een autoriteit was op het gebied van libellen. De typesoort is Lieftinckia salomonis die voorkomt op Guadalcanal in de Salomonseilanden.

## Soorten
Lieftinckia omvat 6 soorten:
- Lieftinckia isabellae Lieftinck, 1987
- Lieftinckia kimminsi Lieftinck, 1963
- Lieftinckia lairdi Lieftinck, 1963
- Lieftinckia malaitae Lieftinck, 1987
- Lieftinckia ramosa Lieftinck, 1987
- Lieftinckia salomonis Kimmins, 1957